# 파타고니아마라
파타고니아마라(Dolichotis patagonum)는 파타고니아에 살고 있는 천축서과 설치류이다. 설치류이지만 다리가 길어 토끼와 노루를 합쳐놓은 것 같은 생김새이다. 동물원에서 주로 볼 수 있다. 가까운 친척인 캐피바라처럼 애완동물로 기르기도 한다.